# Avistamento de OVNIs em Alderney 2007

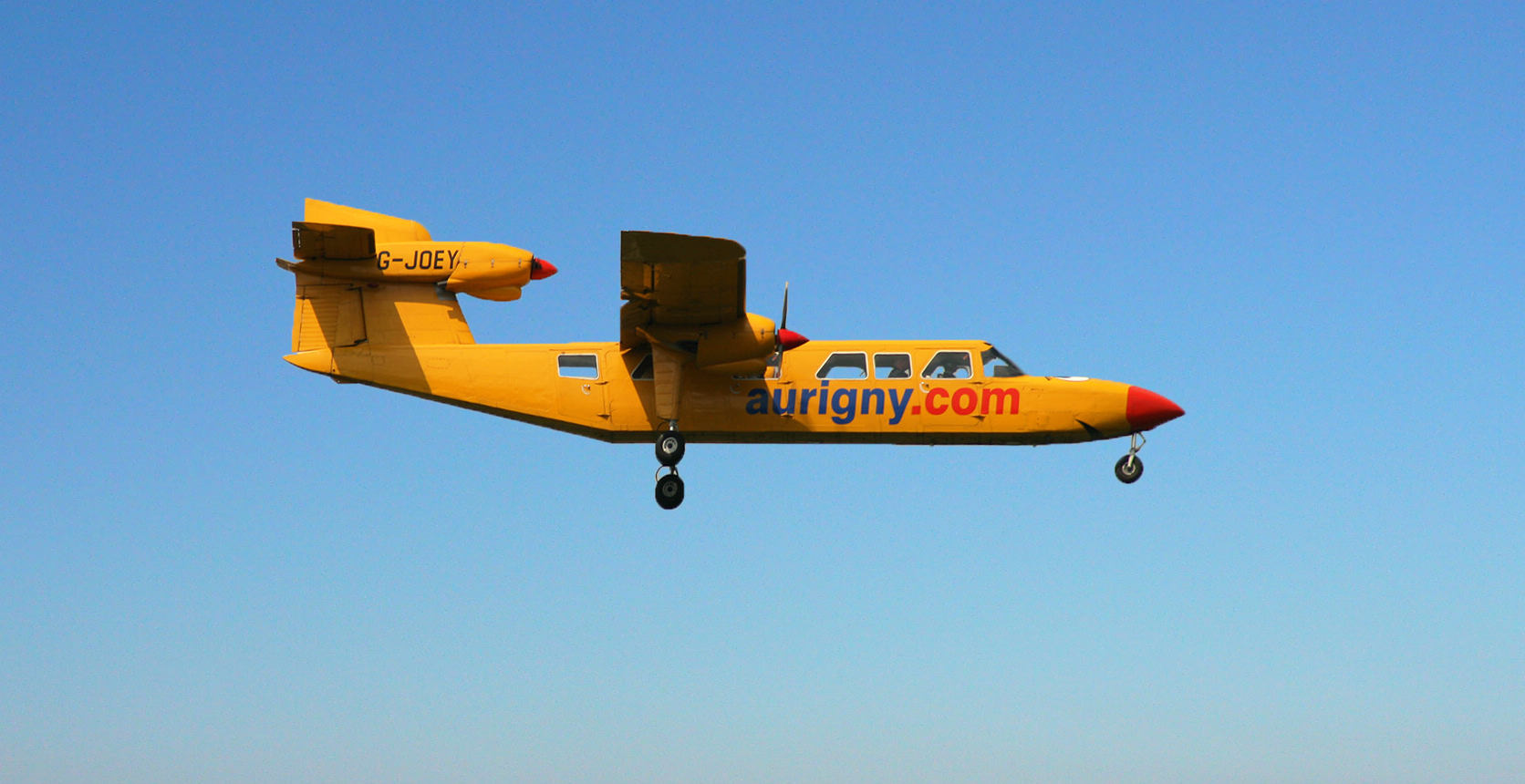
Um Aurigny Air Britten-Norman Trislander semelhante à aeronave envolvida no incidente.

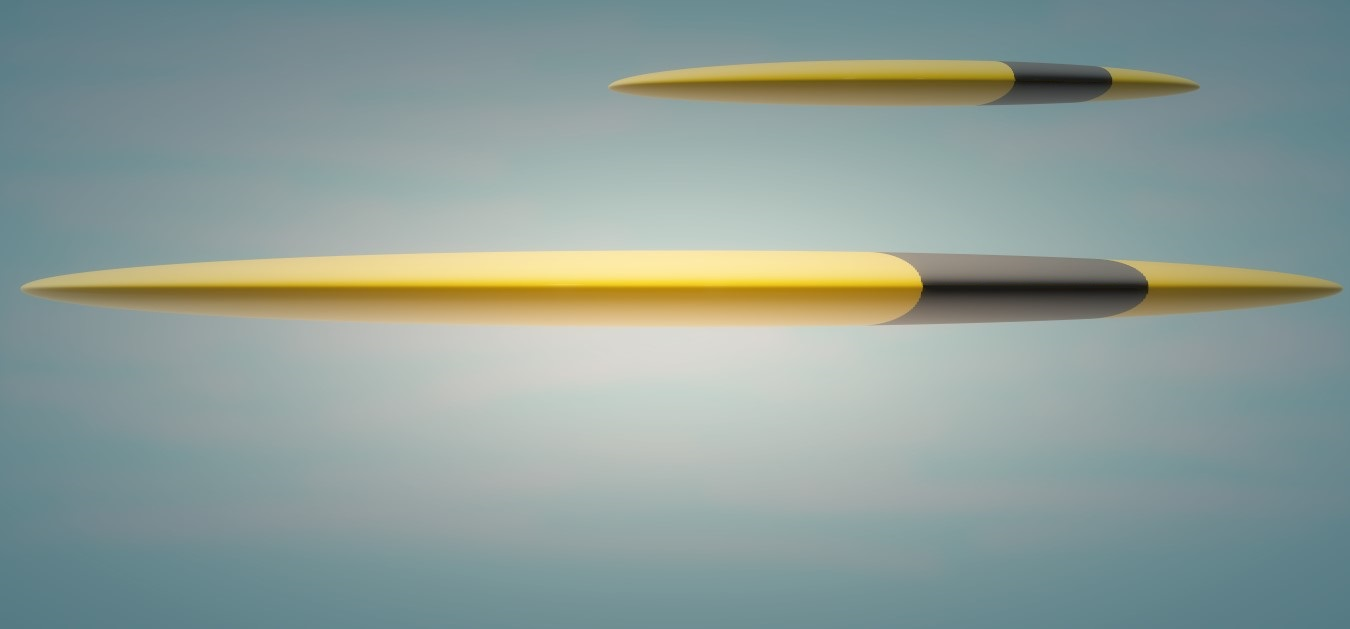
Ilustração dos objetos com base nas anotações feitas pelo Capitão Boywer durante o voo.

Avistamento de OVNIs em Alderney 2007 ocorreu em 23 de abril de 2007, enquanto o capitão Ray Bowyer estava pilotando um voo de rotina para o avião civil Aurigny Air Services, quando ele e seus passageiros obtiveram visões progressivamente mais claras de dois OVNIs durante um período de 12 a 15 minutos. Bowyer tinha 18 anos de experiência em vôo, e o vôo de 45 minutos ele realizava todos os dias úteis por mais de oito anos.
Sua jornada de 130 quilômetros (45 quilômetros) de 45 minutos os levou de Southampton, na costa sul da Inglaterra, a sudoeste de Alderney, a 16 quilômetros da França e a mais ao norte das Ilhas Anglo-Normandas. Sua trajetória de voo os levou a convergir em duas enormes aeronaves, aparentemente estacionárias e idênticas, que emanavam uma brilhante luz amarela. Um piloto de um avião perto de Sark , a cerca de 40 km ao sul, confirmou a presença, posição geral e altitude do primeiro objeto na direção oposta.
Os traços de radar também pareciam registrar a presença de dois objetos, que Ray Bowyer acreditava estar correlacionados com a posição e a hora da observação. Um estudo de David Clarke, não conseguiu estabelecer um elo definido, pois os reflexos do radar de balsas de carga ou de passageiros podem ter afetado pelo menos algumas das leituras. Bowyer discordou da equipe de Clarke sobre o suposto elo entre os traços de radar e as balsas, e propôs que duas naves sólidas no ar, que não eram e não poderiam ter sido fabricadas na Terra, estavam trabalhando em uníssono naquele dia, como sugerido pelo evidência de que sua triagem foi coordenada no tempo e no espaço. O capitão Patterson, a segunda testemunha piloto, postulou algum tipo de "fenômeno atmosférico" como explicação.

## Observações anteriores
Em 28 de janeiro de 1994, o piloto Jean-Charles Duboc e sua tripulação observaram uma grande nave em forma de lente sobre Taverny, perto de Paris, durante um voo da Airbus 320 de Nice para Londres. A embarcação marrom avermelhada foi observada a uma distância de cerca de 50 km por um período de um minuto, quando assumiu uma posição estacionária a uma altitude de 35.000 pés. Na Base Aérea de Taverny, sua presença foi confirmada por uma pista de radar de 50 segundos. Em retrospecto, o capitão aposentado Duboc considerou que tinha um tamanho comparável ao dos OVNIs de Alderney (talvez com 500 m de diâmetro), e observou que estava posicionado acima da última base, que servia como sede dos franceses.